# Villadeati
Villadeati es una localidad y comune italiana de la provincia de Alessandria, región de Piamonte, con 509 habitantes.

## Evolución demográfica
| Gráfica de evolución demográfica de Villadeati entre 1861 y 2001 |
|                                                                  |
| Fuente ISTAT - elaboración gráfica de Wikipedia                  |